# Sjarhej Rutenka
Sjarhej Aljaksejevitj Rutenka (belarusiska: Сяргей Аляксеевіч Рутэнка), född 29 augusti 1981 i Minsk i dåvarande Sovjetunionen, är en vitrysk före detta handbollsspelare. Han är högerhänt och spelade i anfall som vänsternia och under en kort period även som mittsexa.

## Handbollskarriär

### Landslagsspel
Sjarhej Rutenka spelade ursprungligen 34 landskamper för Vitrysslands landslag.
2003 fick Sjarhej Rutenka slovenskt medborgarskap och spelade 56 landskamper (och gjorde 308 mål) för Sloveniens landslag. Vid EM 2006 i Schweiz blev han turneringens bästa målskytt.
I januari 2008 lämnade Sjarhej Rutenka sitt slovenska medborgarskap för ett spanskt.
I oktober 2010 spelade han återigen för Vitrysslands landslag, tills han 2016 avslutade karriären. Hans sista mästerskap blev EM 2016 i Polen.

## Meriter

### Med klubblag
Internationella turneringar
- Champions League-mästare sex gånger (2004 med RK Celje, 2006, 2008 och 2009 med BM Ciudad Real, 2011 och 2015 med FC Barcelona)
- Europeisk supercupmästare fyra gånger (2004-05, 2005-06, 2006-07 och 2008-09)

Inhemska turneringar
- Slovensk mästare fyra gånger (2002, 2003, 2004 och 2005)
- Slovensk cupmästare tre gånger (2002, 2003 och 2004)
- Spansk mästare sju gånger (2007, 2008, 2009, 2011, 2012, 2013, 2014 och 2015)
- Copa del Rey-mästare fyra gånger (2008, 2010, 2014 och 2015)
- Asobal-cupmästare åtta gånger (2006, 2007, 2008, 2010, 2012, 2013, 2014 och 2015)
- Spansk supercupmästare fem gånger (2007-08, 2009-10, 2012-13, 2013-14 och 2014-15)

### Med landslag
- OS 2004 i Aten: 11:a (med  Slovenien)
- VM 2005 i Tunisien: 12:a (med  Slovenien)
- EM 2006 i Schweiz: 12:a (med  Slovenien)
- VM 2007 i Tyskland: 10:a (med  Slovenien)
- VM 2013 i Spanien: 15:e (med  Vitryssland)
- EM 2014 i Danmark: 12:a (med  Vitryssland)
- VM 2015 i Qatar: 18:e (med  Vitryssland)